# Азид меди(I)
Ази́д ме́ди(I) (химическая формула — CuN3) — неорганическая бинарная медная соль азотистоводородной кислоты.
При стандартных условиях, азид меди(I) — это взрывоопасные кристаллы.

## Физические свойства
Азид меди(I) образует кристаллы
тетрагональной сингонии,
пространственная группа I 41/a,
параметры ячейки a = 0,8653 нм, c = 0,5594 нм, Z = 8.

## Получение
- Взаимодействие меди и азотистоводородной кислоты: 
{\displaystyle {\ce {2Cu + 3HN3 -> 2CuN3 + NH3 + N2}}}

## Безопасность
Как и все азиды, азид меди(I) — взрывчатая и очень ядовитая соль.